# Бухтле
Бухтле (од чешког buchta, такође на немачком: пл., синг. Buchtel)  су слатке крофне од обогаћеног квасног теста, пуњене џемом, чоколадом, млевеним маком премазане путером и печене у великој тепсији да се слепе и растављају. Бухтле се могу прелити сосом од ваниле, шећером у праху или јести обичан и топао. Бухтле се послужују млаки, углавном као пециво за доручак или уз чај. 

Бухтле су пореклом из Чешке, али они такође играју значајну улогу у аустријској, словачкој, словеначкој и мађарској кухињи.
- Домаћи бухтле сервиран са сосом од ваниле
- Свеже печене бухтле

## Рецепт
Преузето са сајта Domacica:
- 200 мл течног јогурта на собној температури

- 1 суви инстант квасац
- пола кашичице шећера
- 200 мл топлог млека
- 600 г обичног брашна
- 80 мл уља
- 1 кашичица соли
- 1 цело јаје
- 1 жуманац

- Џем или чоколадни намаз по жељи

## Припрема
Јогурт треба да буде собне температуре (не сме да буде хладан), па га оставите ван фрижидера да се мало загреје. Све састојке за тесто ставите у чинију и умесите глатко тесто без додавања брашна. Тесто ће бити мекше, али треба да буде тако, евентуално једну до две шаке брашна да се обликује тесто пре него што нарасте. Покријте га крпом и оставите на топлом док се не удвостручи, зависи од температуре просторије, али сигурно 2-3 сата. Дигнуто тесто замесити и развући на дебљину (око 3-4 цм) на добро побрашњеној подлози. Тесто исеците на мање делове. У сваки део ставите једну до две кашичице џема или намажите и рукама обликујте лопту. Ставите куглице теста у плех обложен папиром за печење. Поређајте их једно до другог. Загрејте рерну на 180°C. Оставите их на топлом месту 30 минута да се дижу у тигању док се рерна загрева. Растопите путер и премажите бухтле. Пеците их у загрејаној рерни 25 до 30 минута, у зависности од снаге рерне. Печене бухтле поспите шећером у праху.